# リヒャルト・ルオッフ

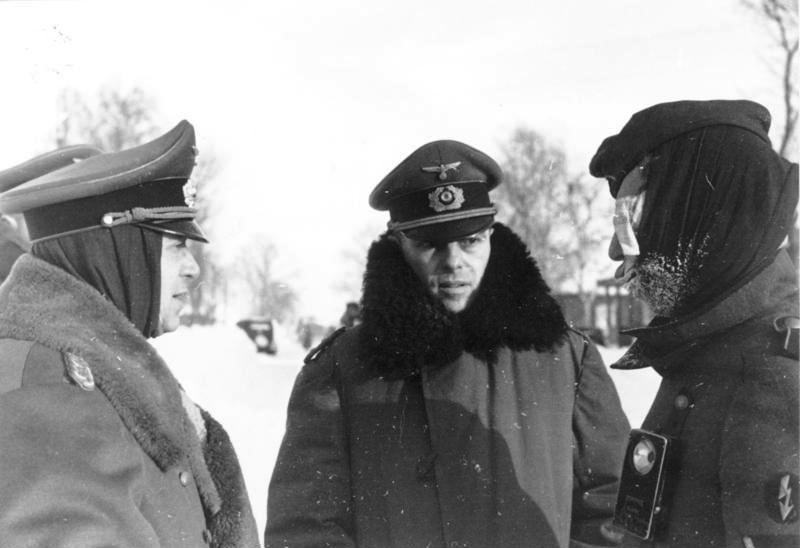
負傷兵と会話するルオフ（左端）（1941年11月、東部戦線）

リヒャルト・ルオフ（Richard Ruoff、1883年8月18日 - 1967年5月30日）は、ドイツの陸軍軍人。最終階級は陸軍上級大将。ヴュルテンベルク出身。

## 経歴
1883年、ヴュルテンベルク王国メスバッハで生まれる。1903年、士官候補生としてドイツ帝国軍に加わり、第一次世界大戦には中隊長・大尉として従軍。戦後のヴァイマル共和国軍にも留まることができた。1926年に少佐に昇進。1931年に中佐、1933年に大佐に昇進し連隊長に任命される。1934年に第V軍管区参謀長に就任し、1936年に少将に昇進して第3軍集団参謀長に転じ、さらに1938年に中将に昇進して第5軍集団参謀長に補される。1939年5月、大将に昇進。
第二次世界大戦開始時には第V軍団司令官に就任、西部戦線、東部戦線で戦った。1942年1月8日から5月31日まで第4装甲軍を指揮した。第4装甲軍は1942年における夏期攻勢のため南方軍集団が分割した際、A軍集団の指揮下に入った。同年6月1日より翌1943年6月24日まで第17軍を指揮した。1942年の6月から7月の間に指揮下の第17軍の他、CSIR（イタリア軍）とルーマニア第3軍で「ルオフ軍団」を形成したが、イタリア軍部隊のB軍集団への移動を受け、晩夏より第17軍のみの指揮となりコーカサス山脈の油田を目指して進撃した。冬季にスターリングラード方面でのソ連の大規模な攻勢と同時期にコーカサス方面でも攻勢が始まり、包囲を避けるため後退し、ケルチ半島を背後にした「クバン橋頭堡」を形成して、戦線を支えた。1943年に第17軍の指揮官の任を解かれ、終戦まで予備役として過ごした。
西ドイツのテュービンゲンで死去した。